# Leela Savasta
Leela Savasta (*  in Vancouver, British Columbia) ist eine kanadische Schauspielerin.

## Leben
Savasta begann ihre Karriere in Film und Fernsehen im Jahr 2005 mit einer Gastrolle in der Superheldenserie Smallville. Im darauf folgenden Jahr hatte sie ihr Spielfilmdebüt im Horrorfilm Black Christmas. Bekanntheit beim Fernsehpublikum erhielt sie Ende der 2000er Jahre durch wiederkehrende Rollen in verschiedenen Serien wie Intelligence (als Lorna Salazar), Battlestar Galactica (als Tracey Anne) und Eureka – Die geheime Stadt (als Julia Golden). In der 13-teiligen kanadischen Dramaserie Cra$h & Burn spielte sie eine der Serienhauptrollen. Daneben trat sie in Episodenrollen in erfolgreichen Serien wie Psych und CSI: Miami auf. Nur selten war sie dagegen auf der großen Leinwand zu sehen; in McGs Das gibt Ärger agierte sie an der Seite von Chris Pine und Reese Witherspoon, und in Tim Burtons Big Eyes neben Amy Adams und Christoph Waltz.
Savasta wird von verschiedenen Sprecherinnen synchronisiert.

## Filmografie (Auswahl)

### Fernsehen
- 2005–2006: Smallville
- 2006: Masters of Horror
- 2006: Supernatural
- 2006–2008: Stargate Atlantis (Stargate: Atlantis)
- 2007: Bionic Woman
- 2007: Intelligence
- 2007: Psych
- 2008–2009: Battlestar Galactica
- 2009: Eureka – Die geheime Stadt (Eureka)
- 2009–2010: Cra$h & Burn
- 2010: CSI: Miami
- 2012: Transporter: Die Serie (Transporter: The Series)

### Film
- 2006: Black Christmas
- 2011: The Craigslist Killer
- 2012: Das gibt Ärger (This Means War)
- 2014: Big Eyes